# AS Bantous
AS Bantous is een Congolese voetbalclub uit de stad Lubumbashi. AS Bantous speelt in Linafoot, de hoogste voetbaldivisie van Congo.
De club speelt zijn thuiswedstrijden in het Stade Frédéric Kibassa Maliba, een groot stadion dat plaats biedt aan zo'n 35.000 toeschouwers. In zijn clubgeschiedenis won de club uit Lubumbashi al 1 titel en beker.

## Palmares
- Landskampioen

1995
- Beker van Congo-Kinshasa

1994